# Matteo Garvo Allio
Matteo Garvo Allio (Scaria, 1605 circa – Vicenza, 25 febbraio 1670) è stato uno scultore italiano, attivo principalmente a Padova.

## Biografia
Figlio del notaio Domenico e di Elena Ferrabosco, nacque dai Garvo Allio, una famiglia della val d'Intelvi che stava dando varie personalità al mondo dell'arte e dell'architettura.
Come i suoi parenti scultori si formò a Genova, forse con Tommaso Orsolino. La prima opera nota, collaborazione con il fratello Tommaso, è il tabernacolo per l'altare maggiore della parrocchiale di Scaria, eseguito a Genova nel 1643 e poi collocato nella chiesa dagli stessi autori. Il manufatto è andato perduto.
In seguito i due si portarono in Veneto, anche se i motivi non sono noti.
Matteo fu assai legato a Vicenza: iscritto alla fraglia locale (nel 1652 venne proposto alla gastaldia), certamente vi abitò negli anni 1650, forse vi contrasse matrimonio e vi nacquero i suoi quattro (o cinque) figli. Ma si conoscono solo poche opere qui conservate. Viceversa, la sua presenza a Padova è meno documentata: sappiamo che fu iscritto anche alla fraglia di questa città e che trascorse un periodo in contrada Pontecorvo dove teneva bottega; forse vi nacque l'ultimogenito. Tuttavia la sua attività artistica è di gran lunga più documentata in questa città.
Una delle prime opere fu il monumento funebre di Giandomenico Sala, realizzato tra il 1644 e il 1648 su progetto di Mattia Carneri e destinato alla basilica del Santo. Secondo la critica passata, di Matteo sarebbero le statue della Fama e del Tempo, mentre al fratello si attribuisce il ritratto del defunto; studi più recenti ritengono che l'intero complesso vada attribuito al primo, in quanto all'epoca Tommaso doveva ancora trovarsi a Genova.
Nel 1651-1652 cominciò con il fratello a decorare il pilastrino orientale della cappella dell'Arca del Santo, imitando quello occidentale realizzato nel XVI secolo. È invece il solo Matteo a lavorare per l'altare maggiore del coro, modificando quello cinquecentesco di Girolamo Campagna; ma il risultato non soddisfò la committenza che sottopose il lavoro al giudizio di Baldassarre Longhena. Dello stesso periodo sono due Angeli per la cappella del Santissimo, oggi al Museo Antoniano.
Negli anni seguenti si dedicò principalmente alla produzione di sculture per monumenti funebri e altari, partecipando forse anche alla disposizione architettonica del complesso. Nel 1651 lavorò con Tommaso alle statue per il monumento a Giacomo, Nicolò e Giovanni De Lazara su progetto di Lorenzo Bedogni e ne imitarono lo schema nel monumento a Ettore, Giulio e Giacomo Sala. Ancora per questa famiglia lavorarono nel 1663, producendo il Ritratto di Gerolamo Sala, Pallade e Mercurio (queste ultime andate perdute).
Nel 1658 collaborò con Giovanni Pizzolato all'esecuzione delle sculture per il monumento Grimani al palazzo del Podestà. Con lo stesso autore lavorò al busto del doge Giovanni Pesaro, conservato all'Accademia Delia. Nel 1661-1662 realizzò la Fedeltà e la Pudicizia per il monumento a Lucrezia Dondi dell'Orologio nella sala della Ragione, ancora in associazione con il fratello.
Nel 1662 realizzò due allegorie della Fama per il palazzo Trissino di Vicenza. Nel 1666-1668 i monumenti di Achille Trissino e di sua moglie Maddalena Chiericati per la controfacciata della chiesa di Santa Maria della Misericordia, sempre nella città Berica, ma queste opere andrebbero attribuite piuttosto a Tommaso.
Per quanto riguarda la produzione degli anni 1660 spicca anzitutto l'altare maggiore della chiesa padovana di Sant'Agostino (1657-1665), smembrato tra le parrocchiali di Quero, Alano di Piave e Abano Terme dopo la demolizione dell'edificio; a Matteo vanno attribuiti il San Lorenzo Giustiniani e, forse, l'Angelo. Altra opera di rilievo è l'altar maggiore per la chiesa delle benedettine (1660-1664) di cui realizzò, pare, la Madonna col Bambino, Sant'Antonio e Santa Scolastica; il modello architettonico era probabilmente di Giuseppe Sardi, ma lo scultore vi apportò alcune modifiche.
Altre opere si trovano nella chiesa di San Francesco (sette Angeli sull'altare del Cristo, 1664) e nel santuario di Monteortone (due Angeli in collaborazione con Tommaso e il portale, 1664-1668).